# Júdás evangéliuma

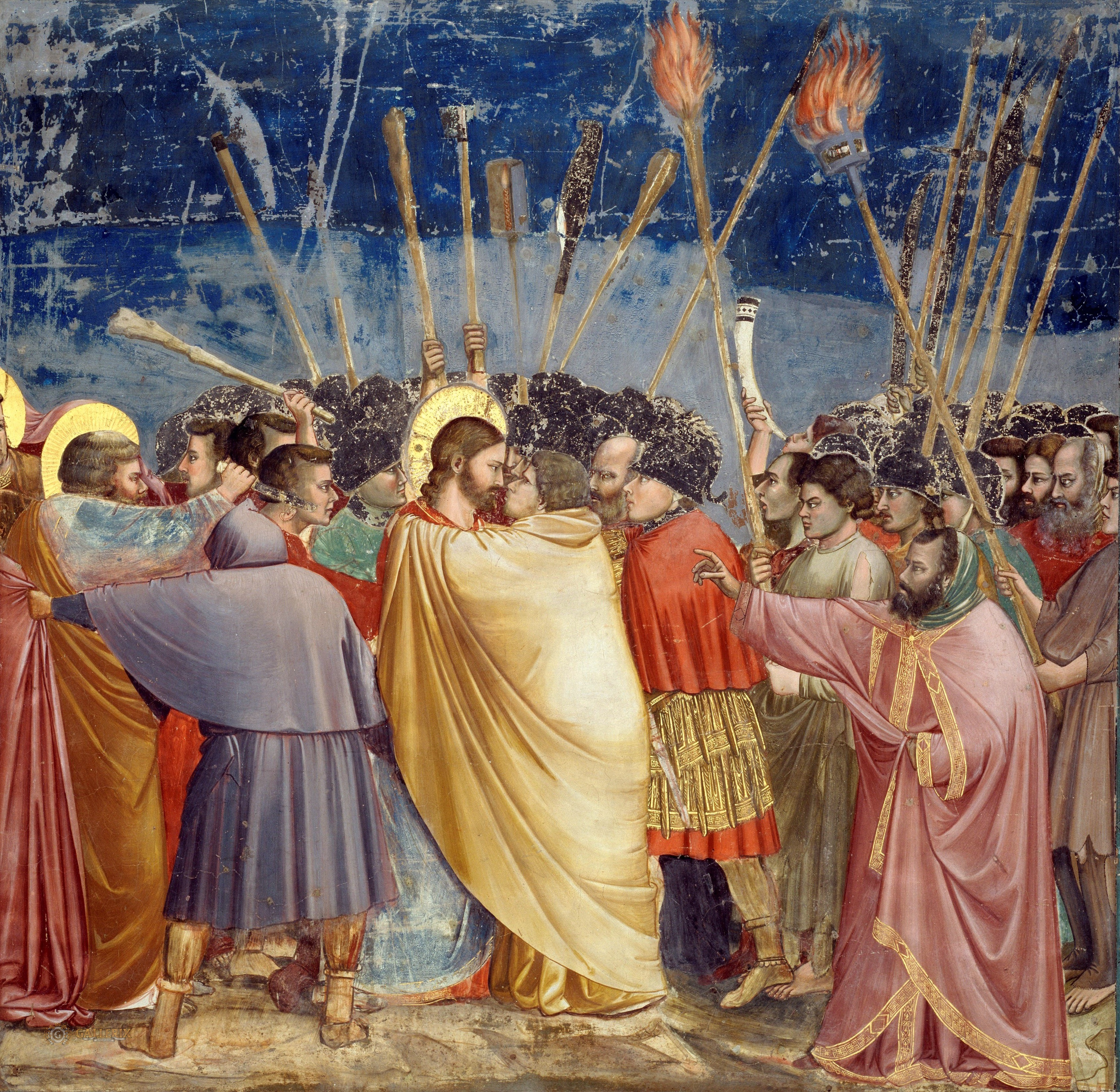
Giotto: Júdás csókja

Júdás evangéliuma egy gnosztikus evangélium, amely Iskarióti Júdás és Jézus között zajló beszélgetéseket, kapcsolatot örökített meg.
Az evangélium a hagyományos újszövetségi (Máté, Márk, Lukács és János evangéliumai) kanonikus evangéliumoktól eltérően mutatja be Júdást, illetve annak szerepét a tanítványok és megváltás kapcsán. Habár Júdás nevét viseli a szöveg, mégsem a volt tanítvány írta, hanem egy későbbi, feltehetően gnosztikus követő. Ez annak tudható be, hogy a 3. vagy 4. században íródott kopt nyelven, olyan megfogalmazásokkal, tudásanyaggal, amivel egy átlagos korabeli írástudó elég nehezen írta volna meg.
Az evangélium a keresztény egyházak tiltakozása ellenére 2006 első felében került a nagyközönség elé a National Geographic-nak köszönhetően. Viszont már az 1970-es években számtalan műkincskereskedő kezén már áthaladt, akik nem tudták felmérni a szöveg tudományos jelentőségét, mivel az kopt nyelven íródott, és az amúgy is szakszerűtlenül tárolt evangélium a nedves klíma hatására drasztikus romlásba kezdett. Csak azután indulhatott meg az iratok restaurálása, miután Svájcba szállították egy Genf melletti restauráló műterembe, ahol 2004. december 5-én egy szakemberekből álló csapat megbizonyosodott arról, hogy az evangélium eredeti, nem pedig középkori hamisítvány.
A szöveg tartalmán a tudósok mind a mai napig vitatkoznak. Kétségkívül gnosztikus evangéliumról van szó, amelyre a korai keresztény egyházatya, Ireneus püspök is utalt, amikor az evangéliumot eretneknek nyilvánította. Júdás evangéliumának „érzékeny pontjai” a gnosztikus kategorizálás, mivel a szövegben hasonlóságok mutatkoznak a széthiánus gnoszticizmussal és a tamásista gnoszticizmussal is. Egyes tudósok úgy vélik, hogy némi hasonlóság mutatkozik Markión tanításaival és a zsidó, keresztény apokaliptikus gondolkodással.

## A Tchacos-kódex
A kódex négy írása a kopt nyelv szahidi dialektusában íródott. A kopt az ókori egyiptomi nyelv utolsó fejlődési szakasza, az egyiptomi kereszténység nyelve. Görög betűkkel írták, s az ábécét a démotikus (a hieroglif írás kurzív változata) írásból átvett írásjelekkel egészítették ki. A szahidi a kopt nyelv két fő dialektusának egyike.
A gondos számozás miatt a 33 fólió, azaz 66 oldal, jól sorba rendezhető. Csak az 5., 50-53., 55., 59., és a 61-66. oldal számozása hiányzik. A kódex 4 különböző írást tartalmaz:
- 1-9. oldal, Péter Fülöphöz írt levele (a szöveg nagyjából megegyezik a Nag Hammadi-i könyvtár VIII. kódexének második, azonos című traktusával)
- 10-32. oldal "Jakab" (a szöveg közel azonos a Nag Hammadi-i könyvtár V. kódexének harmadik traktusával, amely ott a Jakab apokalipszise, vagy Jakab első apokalipszise néven szerepel)
- 33-58. oldal Júdás evangéliuma (megtalálásáig csak más könyvekben tesznek róla említést)
- 59-66. oldal igen súlyosan sérült rész, melynek címe sem maradt, a kutatók főszereplője után Allogenész könyvének nevezik.

### Története
Az 1970-es években megtalált evangéliumról biztosan tudják, hogy másolat, amely Kr. u. 220 és 340 között keletkezett. Ezt támasztja alá a szénizotópos kormeghatározás eredménye, valamint a gubacs és széntinta elegyítése. Másolat voltára abból következtetnek a koptológusok, hogy a szöveget görögből fordították, erre bizonyítékok a jellegzetes szófordulatok. Hosszú ideig csak Szent Ireneus, a Gallia provinciához tartozó, Lugdunum (Lyon) püspöke által Kr. u. 180 körül írt „Az eretnekség ellen” (Adversus haereses) című értekezésből tudtak az evangélium létezéséről.
- Újkori felfedezésének körülményei nem tisztázottak, valószínű, hogy 1978-ban egy illegális ásatás során került elő, az egyiptomi El-miniától (Al-Minyái) 60 kilométerre északra, a Nílus jobb partján, a Maghagha közelében fekvő, Ambarnál magasodó Dzsebel Qarara oldalából. Ezután egy Hanna nevű, Héliopoliszban élő műkincskereskedőhöz került.
- A kereskedőtől több másik műkinccsel, többek között egy aranyból készült Ízisz szobrocskával, valamint egy arany nyaklánccal együtt elrabolták.
- Miután az ellopott értékek több európai városban is felbukkantak, Hanna elhatározta, hpgy visszaszerzi az értékeit. Genfbe utazott és segítséget kért egy görög műkereskedőtől. A kutatás sikerrel járt, 1982-ben visszakerült Hanna tulajdonába az evangéliumot tartalmazó kódex, de azonnal megpróbál túladni rajta.
- 1983-ban Hanna Genfben próbálta értékesíteni a kódexet. A tárgyalásokon megjelent Ludwig Koenen, a Michigani Egyetem klasszika filológia tanszékének egyik munkatársa, James Robinson maga helyett tanítványát, Stephen Emmelt küldte, valamint David Freedman. Hanna olyan magas árat határozott meg, amit a kutatók nem tudtak kifizetni, így az üzlet nem jött létre. Ekkor Emmel írt egy jelentést az evangéliumról, megemlítve, hogy az viszonylag jó állapotban van.
- Hanna az akkor még ismeretlen tartalmú szöveget nem tudta eladni, s miután az Egyesült Államokba utazott és ott sem tudott túladni rajta, 1984. március 23-án széfet bérelt a dokumentumnak a Hicksville Citibank fiókjában.
- Ettől kezdve az iratot 16 évig a bank széfjében őrizték, ahol kiszáradt és apró darabokra hullott az eredetileg jóformán kifogástalan állapotú dokumentum.
- 2000. április 3-án az irat Frieda Nussberger-Tchacos régiségkereskedő birtokába került. Ő eladta Bruce Ferrininek, aki annyit rontott a kódex állapotán, mint addig senki: mélyhűtőbe helyezte az értékes iratokat, melyek így hatalmas károkat szenvedtek; tönkretette a papiruszrostokat összekötő anyagokat, amivel rendkívül törékennyé tette, és a lapokat besötétítette. Ezt követően Tchacos visszaszerezte Ferrinitől a már sérült iratot, és felajánlotta azt a Maecenas Foundation for Ancient Art alapítványnak.
- 2000-2005 között a dokumentumot a National Geographic Society anyagi támogatásával restaurálták, amit nagyban megnehezített a papiruszlapok állapota, valamint az, hogy a kettészakadt kódex néhány lapjának alsó és felső részét addigra összekeverték.

## Tartalma
'Titkos beszámoló Jézus kinyilatkoztatásáról, melyet iskarióti Júdással folytatott beszélgetése során mondott'
Júdás evangéliuma a gnosztikus filozófiákkal összhangban alakította át a bibliai evangéliumokban említett történeteket. A dokumentum elbeszélése szerint Jézus, aki az egész szövegben végig cinikus hangvételt használ a tanítványokkal szemben, kinevetzi a tanítványok pészachi imáját. Sőt, kineveti az ima címzettjét is, akiről elárulta a tanítványoknak, hogy nem a valódi Isten, csak a világteremtő demiurgosz, akit Nebro vagy Yaldabaoth néven neveznek. Arról beszél, hogy ő maga sem az, akinek látszik. Majd megkérdezi a tanítványoktól, hogy szerintük ki ő valójában. Péter hitvallásának a Máté evangéliumából ismert leírásának mintegy antitéziseként Júdás az, aki feláll és felismeri Jézus igazi mivoltát. Jutalmul Jézus, kizárólag Júdásnak, kifejti „a tanítványok Istenénél magasabb rendű királyság titkait”. Elmondja Júdásnak, hogy az „elárulja” majd őt, de „árulása” épphogy a jézusi mű kereszthalál általi beteljesítése, Jézus lelkének a testéből való kiszabadulása lesz, s Júdás, noha sok időn át lesz kitéve a többi félrevezetett tanítvány és követőik gyalázkodásának, végül megdicsőül majd.
Az egész júdási evangélium azon a gnosztikus tanon alapszik, hogy nem egy Isten van, hanem több, és ráadásul a földi világ teremtője egy alacsonyrendű istenség. A világ pedig eszerint egy gonosz hely, ahonnan menekülni kell. Valamint hangsúlyozza, hogy Jézus nem a teremtő Isten fia.

### Gnosztikus Krisztus
'Te azonban mindegyiküknél nagyobb leszel. Te fogod ugyanis feláldozni az embert, aki magában hord engem - Jézus szavai Júdáshoz, az árulásról
Az árulásról az evangélium meglehetősen szűkszavú, és jelentősen eltér a kanonizált evangéliumoktól. Jézus itt nem a Getszemáni-kertben, a szabadban, hanem egy vendégszobában tartózkodik. Júdás átveszi a 30 ezüstöt, Jézust pedig elfogják.
Szemben a keresztény evangéliumokban rögzítettekkel, Júdás Evangéliumában Krisztus egy szellem: teste nem igazi test, csak szellemi megtestesülés, amitől meg kell szabadulnia, hogy visszatérhessen oda, ahonnan érkezett. Júdás evangéliuma szerint Júdás Jézus legfontosabb tanítványa, s nemcsak azért, mert kizárólag ő ismeri a tanítványok közül azt a birodalmat (Barbéló birodalma, egy másik nagy nemzedék), ahonnan Jézus jött, és ahova vissza akar menni, hanem azért is, mert Júdás lesz az, aki segíteni fog Jézusnak abban, hogy visszajuthasson ebbe a birodalomba. Mindezt pedig azzal éri el, hogy a hatóságok kezére adja őt. Itt Jézus elveszejtése nem azért történik, hogy visszatérjen Istenhez és béke legyen, hanem éppen hogy azért szabadul meg porhüvelyétől, hogy elmeneküljön a világtól és annak teremtőjétől. Júdás evangéliuma az árulásnál ér véget, hiszen ez az eszköze annak, hogy Jézus visszatérhessen a birodalmába. Feltámadás pedig nincs, hiszen halálának lényege pont az, hogy elmeneküljön erről a világról, a feltámadás pedig visszahozná a földre, ahonnan távozni akar.

### Gnosztikus Júdás
Az irat szerint Júdás engedelmeskedett Jézusnak, amikor elárulta őt, és ezzel Jézust küldetésének teljesítésében segítette. Júdást áruló helyett hősként írja le, aki a legkedveltebb tanítványa volt, szemben a bibliai evangéliumokkal, melyek Jánost nevezik meg a legszeretettebb tanítványának.
Jézus próbára teszi a tanítványokat, hogy kik tökéletesek, azaz kik alkalmasak a megváltásra. Mindegyik tanítvány azt állítja, hogy megvan benne a kellő erő, de a végén csak Júdás mer állva maradni, bár ő is elfordítja a fejét. Ez pedig bizonyára azt jelenti, hogy Júdásban megvan az isteni szikra, csak még nem értette meg az igazságot, amit majd Jézus fog elmagyarázni neki. Júdás tudja, hogy Jézus nem egyszerű földi halandó, hanem fentről, az isteni szférából, Barbéló birodalmából érkezett – Barbéló az igaz Isten tökéletes birodalmának egyik legfontosabb isteni lénye a gnosztikusok szerint –, annak birodalmából, és nem ebből a világéból, amit egy másodlagos, alacsonyrendű istenség teremtett. Jézus elmondja Júdásnak, hogy csak ő fog üdvözülni, de addig sokat fog szenvedni; a tanítványok mást választanak helyére (Mátyást: ApCsel 1, 16-26). Júdás álmot lát, melyben a többi tanítvány halálra kövezi őt, és egy nagy házat, ahol szellemek laknak, nagy harmóniában. Jézus elmondja neki, hogy oda nem léphet be halandó, csak szellem, és Júdásban megvan ez a szikra, ezért lesz ő nagyobb a többi apostolnál. Az evangélium nagy részében Jézus a titkos tanítást beszéli el Júdásnak. Olyan isteni lények birodalmáról beszél, akik ezen a világon túl, messze az anyagi létet és az embereket létrehozó alacsonyrendű istenek fölött lakoznak.
Júdás bebocsátást nyer a fénylő felhőbe, ahová csak azok léphetnek be, akikben megvan az „isteni szikra”. Az elárulás pillanatában a főpapok sem értik az igazságot – akiket csak írnokoknak, írástudóknak nevez az evangélium –, hogy Júdásnak azért kell átadnia Jézust, hogy ő visszatérhessen oda, ahonnan jött és ahova majd Júdás is távozni fog. Júdás átveszi a 30 ezüstöt és kiadja Jézust.

### Gnosztikus megváltástan
Júdás Jézus elárulásával – a gnosztikus tanításokkal összhangban – hozzásegítette Jézust ahhoz, hogy lelke kiszabadulhasson az „eleve rossz test” fogságából. A mű – és a gnoszticizmus tanítása szerint a megváltás is – kizárólag a lélek megváltása, illetve a léleknek a testből való kiszabadulása. Az evangélium szerint az embereknek testük, szellemük és lelkük van. A test az anyagi rész, amely eltakarja a belsőben lakozó lelket, az egyén valódi lényét – a szellem pedig a testet életre keltő erő. Amikor a szellem elhagyja a testet, a test elpusztul, léte véget ér. Azok, akik az emberi világba tartoznak, azoknak a lelkük is megsemmisül. Ha azonban az emberben megvan az „isteni szikra”, azaz a fenti birodalomhoz, a „szent nemzedékhez” tartozik, a lélek a test halála után tovább él és a mennyországba kerül. Júdás ezek közé tartozik, míg a több tanítvány azok közé, akiknek halálával véget ér a létük.
Jézus maga mondja, hogy vannak olyan emberek, akikbe Mihály arkangyal csak ideiglenesen helyezi a lelket, hogy szolgálhassanak, s ezek vannak többen – de vannak, akik örök lelket kapna: ők a „szent nemzedék”, amelyen nem uralkodhatnak.

## Hasonlóságok

### Júdás evangéliuma, mint széthiánus gnosztikus szöveg
Sok tudós úgy véli, hogy az evangélium széthiánus gnosztikus szöveg. Ezt az álláspontot legjobban Marvin Meyer fejtette ki. Ő volt az a személy, aki Rodolphe Kasser és Georg Wurst segítségével angol nyelvre lefordította az evangéliumot. Meyer jegyzeteiben és a szöveghez csatolt kommentárjaiban amellett érvel, hogy a Júdás evangéliuma leginkább a széthiánus gnoszticizmushoz tartozik.

#### Júdás evangéliuma és János apokrifje közötti főbb hasonlóságok
Júdás evangéliumában Júdás kijelentette Jézusnak, hogy tudja, Krisztus Barbéló birodalmából származik. Viszont János apokrifjéből az is kiderül, hogy ő lépett be elsőként a Hatalmas Láthatatlan Szellemből:
… és elképzelése létrehozott valamit. Az megjelent, és eléállt a fény ragyogásából, ez lett a mindenség előtti erő, ami megjelent; az első tökéletes gondolat a mindenségnél, a fény, a fény maga, a láthatatlan maga, a tökéletes erő, a dicsőségben beteljesült aión… (II, 4-5; 27)
A júdási evangélium kijelentése szerint az aiónokat és a világítótesteket Autogenész (gyakran csak: Önmagából Keletkezett) teremtette, míg János apokrifjében ez áll:
Teljessé vált az önmagától keletkezett örökkévaló Isten Lelke által. Barbéló fia, aki odaállt, a Láthatatlan Szűz Léleknek örökkévalója, Krisztus, a magától keletkezett isten ő, aki nagy tisztelettel tisztelte őt. A fényből, amely Krisztus, és Romolhatatlanságból, az önmagából keletkezett istenből jelent meg a négy nagy fény az isten lelke által… (II, 7; 32)

## Magyarul
- Júdás evangéliuma a Tchacos-kódex alapján; szöveggond. Rodolphe Kasser, Marvin Meyer, Gregor Wurst, ford. Hasznos Andrea, Endreffy Kata; Geographia, Bp., 2006